# Tin Machine II
Tin Machine II es el segundo y último álbum de estudio del grupo de rock angloamericano Tin Machine, originalmente lanzado por Victory Music en 1991. Después de este álbum y su gira de soporte, Tin Machine se disolvió cuando el líder David Bowie reanudó su carrera en solitario.

## Grabación
La banda volvió a reunirse después de su gira de 1989, grabando la mayor parte del álbum en Sídney. La banda realizó un improvisado espectáculo en un pequeño local de Sídney el 4 de noviembre de 1989, lo que provocó una reprimenda por parte del sindicato de músicos locales justo antes de que se tomasen un descanso mientras David Bowie realizaba su Sound+Vision Tour en solitario y filmaba The Linguini Incident.
Al describir este álbum, el guitarrista Reeves Gabrels dijo: "este álbum es tan agresivo como el primero, pero las canciones son más melódicas. La última vez, gritábamos al mundo. Esta vez, creo, todas son canciones de amor en una forma extraña". Reeves bromeó diciendo que su forma de tocar era algo que sus amigos llamaban "cromatismo modal, que es 'cualquier nota que quieras, siempre y cuando termines con una nota correcta'".

Gabrels más tarde declaró que en ese momento estaba profundamente interesado en el álbum Pretty Hate Machine de Nine Inch Nails y que estaba buscando un sonido industrial para su propia guitarra para emplear en el álbum. Finalmente (después de grabar pista tras pista de ruidos de guitarra), encontró un "fragmento de ruido de guitarra" que le gustó y lo usó en la canción del álbum "Shopping for Girls", una canción sobre la prostitución infantil en Tailandia. Bowie dijo de la pista:
Esa canción realmente salió de un artículo de una revista de investigación que la esposa de Reeves escribió sobre la prostitución infantil en todo el mundo. Y uno de los lugares a los que había ido era Tailandia. Reeves tuvo el desagradable trabajo de contratar a los niños y luego sacarlos de los burdeles para que Sara [esposa de Gabrels] pudiese entrevistarlos. Sólo estábamos hablando de esas experiencias una noche. Y también he estado en Tailandia y he presenciado el mismo tipo de cosas. El enfoque real de cómo escribir la canción fue bastante devastador. Porque era tan fácil deslizarse en el sensacionalismo. Intenté todo tipo de formas de abordarlo ... el punto de vista moral ... y acabé haciendo una narración directa. Eso parece hacerlo más fuerte que cualquier otro enfoque.
"If There Is Something" (un cover de Roxy Music) se grabó originalmente durante las sesiones del primer álbum de Tin Machine, pero no salió de manera satisfactoria, por lo que se archivó hasta este álbum.

La canción "Goodbye Mr. Ed" comenzó como una improvisación que la banda usó para afinar un día. Tony Sales recordó: "Todos volvimos del almuerzo y David había escrito una hoja entera de letras para ella [la improvisación], y luego puso la voz más tarde con la melodía". Bowie describió el significado de la canción de esta manera:
[La canción] es más que todo frases yuxtapuestas que realmente no deberían encajar, una asociación libre en torno a la idea de "Adiós, Estados Unidos de los 50'". Nueva York perteneció a los Manahattos, una tribu que solía tener ese pedazo de tierra antes de que se convirtiera en Manhattan. Esa fue la primera imagen real y sólida que tuve ... Pensé: 'De eso se trata esta canción'.
El grupo firmó con Victory Music y agregó tres pistas más en Los Ángeles, con Hugh Padgham (productor del álbum Tonight de Bowie en 1984) supervisando la canción "One Shot". Gabrels luego dijo que la banda fue presionada por el dueño de Victory Music, Phil Carson, para volver a grabar "One Shot" con Padgham porque "la radio tocaría la canción si vieran el nombre de Hugh", pero en esencia la versión original y publicada de la canción era "casi idéntica". Gabrels dijo que "la única diferencia es el patrón del hi-hat. Y creo que el solo de guitarra es mejor en la versión de Hugh". El álbum se publicó en septiembre de 1991. Hunt Sales tomó la voz principal en dos canciones: "Stateside" y "Sorry".
La canción "Betty Wrong" apareció en la película "The Crossing" (1990).

## Censura de la portada
Para el lanzamiento estadounidense del álbum, la portada fue aerografiada para eliminar los genitales de las estatuas de Kouroi. "Incluso Canadá tiene la portada original", dijo Bowie, "Sólo en Estados Unidos ...". Bowie planteó la idea de permitir que los compradores de álbumes estadounidenses enviaran a la compañía discográfica por los genitales que fueron borrados en su versión de la portada, pero el sello discográfico se opuso. Él dijo: "de esta manera [los fanáticos] podrían pegarlos nuevamente. Pero la compañía se asustó con la idea. Enviar genitales por correo es una ofensa grave".

## Lanzamiento y crítica
Menos exitoso que el álbum debut de la banda, Tin Machine II alcanzó el puesto número 23 en el Reino Unido y el número 126 en los Estados Unidos. Recibió críticas generalmente pobres en el lanzamiento, aunque logró cierto éxito en la tabla de Modern Rock en los Estados Unidos, donde "Baby Universal" alcanzó el número 21, y "One Shot" se convirtió en un éxito aún mayor, alcanzando el No 3. La revista Q, en una reseña que tenía en la portada la pregunta "Are Tin Machine Crap?" [¿Es Tin Machine una mierda?], consideraba que este álbum "no se correspondía con su maravillosamente sobrecargado, pero lamentablemente bajo en ventas, álbum debut", al tiempo que elogiaba algunas pistas individuales como "If There Is Something", "You Belong in Rock n' Roll" y "Shopping for Girls". Hubo críticas positivas, con un crítico que encontró al álbum como "un regreso a su forma original" y lo llamó "la mejor música que Bowie ha lanzado desde Scary Monsters en 1980", mientras que otro encontró el álbum "bien concebido y bien ejecutado", solo lamentando que tal vez haya sido publicado antes de que los radioescuchas estuvieran listos para escucharlo. Otro crítico elogió el trabajo de guitarra de Gabrels como "dos partes de Robert Fripp, una parte de Eddie Van Halen y una parte de ambulancia con exceso de velocidad" en una reseña que también elogió el álbum. En 2010, la revista Uncut colocó al álbum en su lista de '50 Grandes Álbumes Perdidos' (su lista de grandes álbumes que actualmente no está disponible para su compra), calificando el álbum como "extraordinario".
En los años posteriores al lanzamiento del álbum, algunos críticos han sugerido que el álbum fue "injustamente" criticado con dureza en el momento de su lanzamiento.
La banda apoyó al álbum con una gira de siete meses llamada "It's My Life Tour".

## Lista de canciones
Todas las canciones escritas por David Bowie y Reeves Gabrels, excepto donde se indique.
Lado A

| N.º | Título                                              | Duración |  |
| 1.  | «Baby Universal»                                    | 3:18     |  |
| 2.  | «One Shot» (Bowie, Gabrels, Hunt Sales, Tony Sales) | 5:11     |  |
| 3.  | «You Belong in Rock n' Roll»                        | 4:07     |  |
| 4.  | «If There Is Something» (Bryan Ferry)               | 4:45     |  |
| 5.  | «Amlapura»                                          | 3:46     |  |
| 6.  | «Betty Wrong»                                       | 3:48     |  |

Lado B

| N.º | Título                                                                             | Duración |  |
| 7.  | «You Can't Talk» (Bowie, Gabrels, H. Sales, T. Sales)                              | 3:09     |  |
| 8.  | «Stateside» (Bowie, H. Sales)                                                      | 5:38     |  |
| 9.  | «Shopping for a Girls»                                                             | 3:44     |  |
| 10. | «A Big Hurt» (Bowie)                                                               | 3:40     |  |
| 11. | «Sorry» (Hunt Sales)                                                               | 3:29     |  |
| 12. | «Goodbye Mr. Ed» (Bowie, H. Sales, T. Sales/ incluye la pista oculta "Hammerhead") | 3:24     |  |

"Hammerhead", un instrumental corto, es una canción no listada y una edición de una versión vocal más larga que se emitió como lado B para el lanzamiento del sencillo "You Belong in Rock 'n' Roll".

## Personal
- David Bowie – voz (1–7, 9, 10, 12), guitarra, piano, saxofón
- Reeves Gabrels – guitarra líder, coros, vibradores, órgano
- Hunt Sales – batería, percusión, coros, voz (8, 11)
- Tony Sales – bajo, coros
- Kevin Armstrong – guitarra rítmica en "If There Is Something", piano en "Shopping for Girls"
- Tim Palmer – percusión, piano adicional

- Datos: Q1754063